# Kastelruth
Kastelruth (Ladinisch: Ciastel, Italiaans: Castelrotto) is een gemeente in de Italiaanse provincie Zuid-Tirol (regio Trentino-Zuid-Tirol) en telt 6868 inwoners (31-08-2020). De oppervlakte bedraagt 117,8 km², de bevolkingsdichtheid is 52 inwoners per km².

## Geografie
Kastelruth grenst aan de volgende gemeenten: Barbian, Campitello di Fassa (TN), Lajen, Ritten, Santa Cristina, Tiers, Urtijëi, Völs am Schlern, Waidbruck.
Tot de gemeente behoren de volgende Fraktionen:
- Bula (Pufels)
- Kastelruth
- Runcadic (Runggaditsch)
- Sankt Michael
- Sankt Oswald
- Sankt Valentin
- Sankt Vigil
- Seis
- Seiser Alm
- Sureghes (Überwasser)
- Tisens

De kernen Bula, Runcadic en Sureghes behoren tot het Ladinische taalgebied.

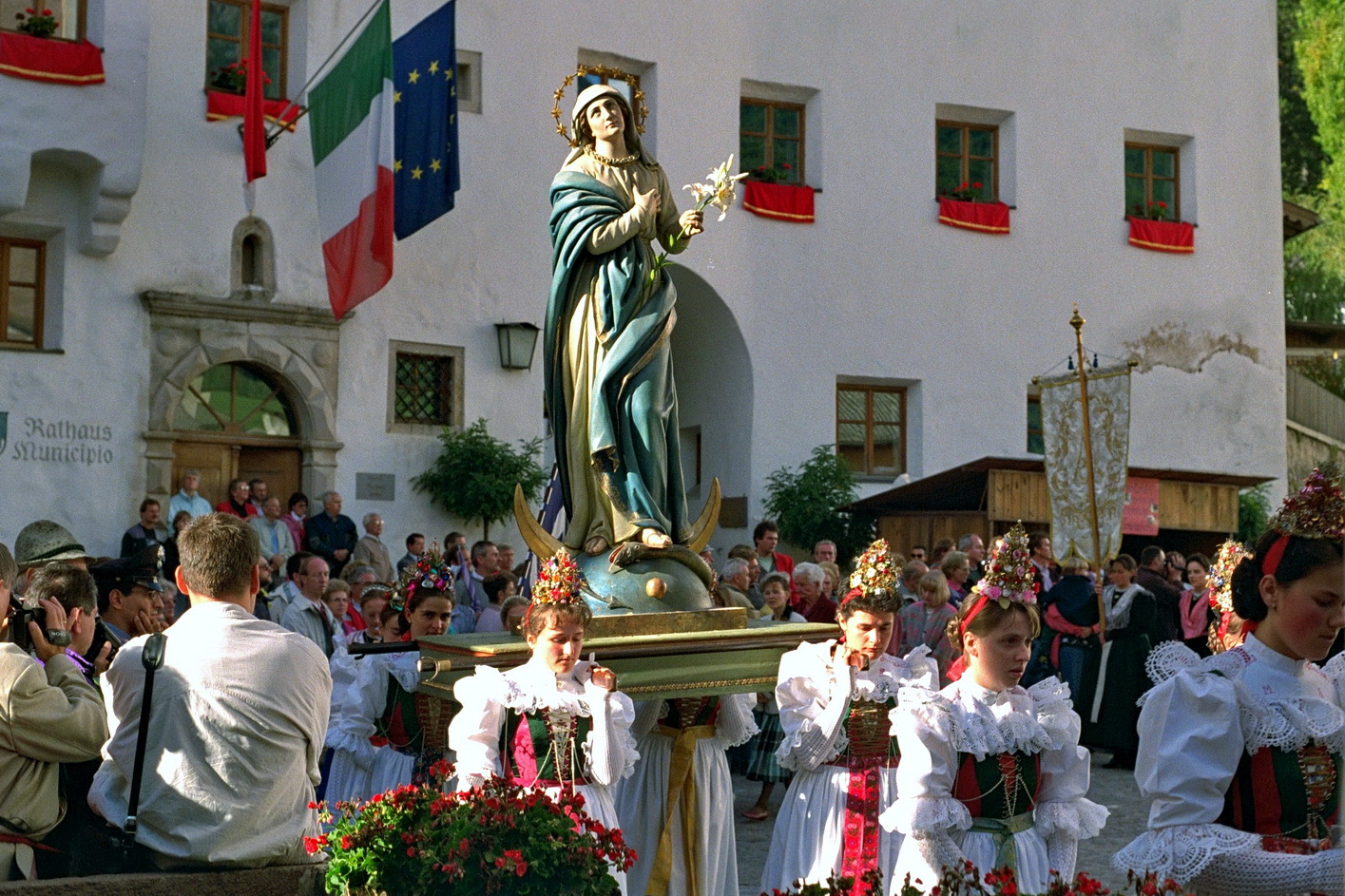
Dankzegging

## Demografie
Bij de volkstelling van 2001 sprak van de totale bevolking:
- 81,83% Duits
- 14,74% Ladinisch
- 3,43% Italiaans

## Geboren
- Peter Fill (1982), alpineskiër